# Христиане (фильм)
«Христиане» — советский художественный фильм, дипломная работа режиссёра Дмитрия Золотухина, снятый по одноимённому рассказу Леонида Андреева. Несмотря на то, что хронометраж картины составляет менее одного часа, в съёмках приняли участие многие известные советские актёры (в том числе и отец режиссёра, Лев Золотухин).

## Сюжет
В суде слушается дело о растрате. Перед началом заседания проходит рутинная процедура опроса свидетелей на предмет готовности принятия ими присяги. Неожиданно одна из присутствующих, Пелагея Караулова, отказывается это сделать, ссылаясь на то, что она занимается проституцией.
Председатель суда, священник, прокурор, адвокат, даже присяжные заседатели, используя разнообразную аргументацию, пытаются убедить Пелагею, однако всё это успеха не имеет. Вдобавок женщина рассказывает о реалиях своего существования, в том числе о происходящих в публичном доме кощунственных развлечениях. В конце концов суд решает предоставить ей возможность дачи показаний без присяги.

## В ролях
- Любовь Полищук — Пелагея Караулова
- Лев Золотухин — Лев Аркадьевич, председатель суда
- Юрий Дубровин — судья
- Вадим Захарченко — судья
- Александр Дик — прокурор
- Николай Пастухов — священник
- Леонид Монастырский — адвокат
- Владимир Ивашов — репортёр
- Светлана Орлова — Пустошкина, проститутка, свидетельница в суде
- Татьяна Сурначева — Кравченко, проститутка, свидетельница в суде
- Светлана Рябова — женщина с ребенком, слушательница в суде
- Татьяна Митрушина — свидетельница в суде
- Сергей Тарамаев — присяжный заседатель
- Анатолий Обухов — присяжный заседатель
- Виктор Сергачёв — присяжный заседатель
- Михаил Кононов — сумасшедший слушатель в суде
- Алексей Ванин — полицейский пристав, свидетель в суде
- Анатолий Курманов — подсудимый, чиновник, обвиняемый в растрате

## Критика
Несмотря на короткий метр в фильме приняли участие многие известные артисты, а для Любови Полищук, хотя она уже сыграла много киноролей и за год перед съемками получила звание Заслуженной артисткой РСФСР, роль в фильме стала первой по-настоящему главной ролью:

В 1987 году судьба наконец улыбается Любови Полищук: она получает главную роль в фильме «Христиане». Ее героиня не рисуется, не пытается выглядеть лучше, чем она есть. Очень сильная роль. Полищук удалось проникнуться идеей Л. Андреева, донести до зрителя страшную правду своей героини, показав всю бездну порока и отчаяния, в которой пребывает героиня.— Юлия Андреева - Любовь Полищук. Одна, но пламенная, страсть
Обращает внимание участие сценаристом Павла Лунгина:

Этот незаслуженно забытый фильм поставил Дмитрий Золотухин, после чего, увы, окончательно исчез с радаров. Но самое интересное, что сценарий «Христиан» написал Павел Лунгин. Будущий автор душеспасительных блокбастеров на удивление бережно перенёс главную мысль андреевского рассказа: религия — опиум для негодяев и лицемеров.— раздел сайта о культуре «OpenSpace» - «ВОС» (w-o-s.ru)